# Paxton concilians
Paxton concilians är en fiskart som beskrevs av Baldwin och Johnson, 1999. Paxton concilians ingår i släktet Paxton och familjen Apogonidae. IUCN kategoriserar arten globalt som otillräckligt studerad. Inga underarter finns listade i Catalogue of Life.